# Jerolim Zagurević
Jerolim Zagurević (Zagurović), Jeronim Zaguri (Kotor, 16. stoljeće), tiskar i izdavač iz Kotora, Crna Gora. Pripadao je kotorskom humanističkom krugu. Iz vlastelinske obitelji Zagurevića. Imao je tiskaru koju je od njega 1600. godine otkupio Giovanni Alberti, prvi član obitelji Ginammi.). Važan kao tiskar srpskih knjiga u Hrvatskoj. Drugi je značajni kotorski tiskar poslije Andrije Paltašića, koji je tiskarski obrt izučio u Mlecima. Zagurović je u Mlecima osnovao vlastitu tiskaru 1569. godine i koja je nastavila rad znamenite ćirilske tiskare vojvode Božidara Vukovića Podgoričanina i njegovog sina Vićencija; prve tiskane ćirilične knjige iz tiskare Božidara Vukovića Podgoričanina najviše su se donosile u Kotor i da je jedan od nabavljača bio knjižar Lazar Brajinović. Zagurević je dosta tiskao knjige, psaltire i molitvenike. Kod Zagurevića je tiskano dosta knjiga za pravoslavne vjernike (psaltiri, služebnici...). Bio u jakoj poslovnoj vezi sa skopskim knjižarom Kara Trifunom. Jerolim Zagurević je važan za povijest Crnogoraca, jer u Mlecima činio "knjigopečatnju" ćiriličnih knjiga za potrebe pravoslavnih vjernika Crne Gore i šire.